# Чольчоль
Чольчоль (ісп. Cholchol) — селище в Чилі. Адміністративний центр однойменної комуни. Населення — 3355 осіб (2002). Селище і комуна входить до складу провінції Каутин і регіону Арауканія.
Територія комуни — 427,87 км². Чисельність населення - 106 63 осіб (2007). Щільність населення - 24,92 чол./км².

## Розташування
Селище розташоване за 28 км на північний захід від адміністративного центру області міста Темуко.
Комуна межує:
- на півночі - з комуною Лумако
- на північному сході — з комуною Гальварино
- на сході — з комуною Темуко
- на півдні - з комуною Нуева-Імперіаль
- на заході — з комунами Нуева-Імперіаль, Карауе

## Демографія
Згідно з даними, зібраними під час перепису Національним інститутом статистики, населення комуни становить 10 663 особи, з яких 5391 чоловік та 5272 жінки.
Населення комуни становить 1,14% від загальної чисельності населення регіону Арауканія. 53,33% належить до сільського населення і 46,67% - міське населення.